# Englewood (Colorado)
Englewood és una població dels Estats Units a l'estat de Colorado. Segons el cens del 2007 tenia 32.532 habitants.

## Demografia
Segons el cens del 2000, Englewood tenia 41.727 habitants, 14.392 habitatges, i 7.469 famílies. La densitat de població era de 1.870,2 habitants per km².
Dels 14.392 habitatges en un 23,6% hi vivien nens de menys de 18 anys, en un 36,7% hi vivien parelles casades, en un 10,8% dones solteres, i en un 48,1% no eren unitats familiars. En el 37,9% dels habitatges hi vivien persones soles el 9,5% de les quals corresponia a persones de 65 anys o més que vivien soles. El nombre mitjà de persones vivint en cada habitatge era de 2,15 i el nombre mitjà de persones que vivien en cada família era de 2,88.
Per edats la població es repartia de la següent manera: un 20,3% tenia menys de 18 anys, un 9,6% entre 18 i 24, un 35,9% entre 25 i 44, un 20% de 45 a 60 i un 14,2% 65 anys o més.
L'edat mediana era de 36 anys. Per cada 100 dones de 18 o més anys hi havia 96,4 homes.
La renda mediana per habitatge era de 38.943 $ i la renda mediana per família de 47.290 $. Els homes tenien una renda mediana de 32.636 $ mentre que les dones 28.480 $. La renda per capita de la població era de 20.904 $. Entorn del 4,9% de les famílies i el 8,2% de la població estaven per davall del llindar de pobresa.

## Poblacions més properes
El següent diagrama mostra les poblacions més properes.